# Joel Cohen (musicien)
Pour les articles homonymes, voir Joel Cohen.
Joel Cohen, né le 29 mai 1942, est un musicien américain, luthiste, spécialisé en musique ancienne. Il a dirigé la Boston Camerata et créé la Camerata Mediterranea (en).

## Biographie
Joel Cohen a étudié la composition à l'université Harvard avant d'être l'élève pendant deux ans de Nadia Boulanger, à Paris. De 1968 à 2008 il a dirigé l'ensemble Boston Camerata. Il a fondé l'ensemble Camerata Mediterranea en 1990.
Joel Cohen, qui a travaillé dans les années 1970 comme producteur pour Radio France, est à l'origine de la Fête de la musique du 21 juin en France.
Il est l'époux de la soprano française Anne Azéma.

## Discographie
- The American Vocalist, Spirituals and Folk Hymns, 1850-1870, The Boston Camerata, Erato, 1992
- Alfonso X el Sabio, Cantigas de Santa Maria, Camerata Mediterranea et Abdelkrim Rais Andalusian Orchestra of Fes, Erato, 1999

## Distinctions
- Prix Erwin Bodky de musique ancienne
- médaille de la Signet Society (Harvard)
- Howard Mayer Brown Award for lifetime achievement in early music
- Officier de l'ordre des Arts et des Lettres